# Oospila
Oospila là một chi bướm đêm thuộc họ Geometridae.

## Các loài
- Oospila acymanta
- Oospila albicoma
- Oospila albipunctulata
- Oospila aliphera
- Oospila altonaria
- Oospila ambusta
- Oospila aphenges
- Oospila arpata
- Oospila arycanda
- Oospila asmura
- Oospila astigma
- Oospila athena
- Oospila atopochlora
- Oospila atroviridis
- Oospila basiplaga
- Oospila belisama
- Oospila callicula
- Oospila camilla
- Oospila carnelunata
- Oospila cayennensis
- Oospila cellata
- Oospila ciliaria
- Oospila circumdata
- Oospila circumsessa
- Oospila circumsignata
- Oospila coerulea
- Oospila concinna
- Oospila confluaria
- Oospila confundaria
- Oospila congener
- Oospila connexa
- Oospila continuata
- Oospila conversa
- Oospila curtimacula
- Oospila curvimargo
- Oospila decoloraria
- Oospila decorata
- Oospila delacruzi
- Oospila delicatescens
- Oospila deliciosa
- Oospila delphinata
- Oospila depressa
- Oospila derasa
- Oospila dicraspeda
- Oospila dolens
- Oospila ecuadorata
- Oospila eminens
- Oospila euchlora
- Oospila excrescens
- Oospila extensata
- Oospila fenestrata
- Oospila fimbripedata
- Oospila flavicincta
- Oospila flavilimes
- Oospila florepicta
- Oospila fractimacula
- Oospila fumidimargo
- Oospila granulata
- Oospila heteromorpha
- Oospila holochroa
- Oospila hyalina
- Oospila immaculata
- Oospila imula
- Oospila includaria
- Oospila invasata
- Oospila jaspidata
- Oospila lactecincta
- Oospila lacteguttata
- Oospila latimargo
- Oospila leucostigma
- Oospila leucothalera
- Oospila lilacina
- Oospila longipalpis
- Oospila longiplaga
- Oospila lunicincta
- Oospila magnifica
- Oospila marginaria
- Oospila marginata
- Oospila matura
- Oospila mesocraspeda
- Oospila miccularia
- Oospila microspila
- Oospila minorata
- Oospila mionophragma
- Oospila multiplagiata
- Oospila nasuta
- Oospila nigripunctata
- Oospila nivetacta
- Oospila obeliscata
- Oospila obsolescens
- Oospila orchardae
- Oospila pallida
- Oospila pallidaria
- Oospila partita
- Oospila pellucida
- Oospila peralta
- Oospila permagna
- Oospila perrupta
- Oospila plurimaculata
- Oospila procellosa
- Oospila pulchripicta
- Oospila quinquemaculata
- Oospila restricta
- Oospila rhodophragma
- Oospila rosipara
- Oospila rubescens
- Oospila ruboris
- Oospila rufilimes
- Oospila rufiplaga
- Oospila ruptimacula
- Oospila sarptaria
- Oospila sellifera
- Oospila semialbaria
- Oospila semicaudata
- Oospila semispurcata
- Oospila semiviridis
- Oospila sesquiplaga
- Oospila similiplaga
- Oospila sporadata
- Oospila stagonata
- Oospila stenobathra
- Oospila striolata
- Oospila subaurea
- Oospila subrufa
- Oospila symmicta
- Oospila sympathes
- Oospila thalassina
- Oospila tricamerata
- Oospila trilunaria
- Oospila venezuelata
- Oospila violacea
- Oospila zamaradaria